# Какко, Каапо
Ка́апо Ка́кко (фин. Kaapo Kakko; род. 13 февраля 2001, Турку) — финский хоккеист, нападающий клуба НХЛ «Сиэтл Кракен». Являясь одним из фаворитов драфта НХЛ 2019 года, был выбран под общим 2-м номером клубом «Нью-Йорк Рейнджерс». Чемпион мира 2019 года.

## Карьера
С сезона 2017/18 выступает за основной состав клуба ТПС в чемпионате Финляндии.
11 июля 2019 года Какко подписал трёхлетний контракт новичка с клубом НХЛ «Нью-Йорк Рейнджерс».
12 октября 2019 года забил свой первый гол в НХЛ в матче против «Эдмонтон Ойлерз».
28 июля 2022 года подписал с «Рейнджерс» новый двухлетний контракт.
18 декабря 2024 года был обменян из «Рейнджерс» в «Сиэтл Кракен».

## Международная карьера
5 января 2019 года с молодёжной сборной Финляндии выиграл золотую медаль, в финале обыграв сборную США (3:2).
С сезона 2018/19 выступает за национальную сборную Финляндии. Попал в окончательный список игроков, которые сыграют за сборную на чемпионате мира 2019 года в Словакии. На этом турнире стал чемпионом мира, где в финале была обыграна сборная Канады (3:1).
Стал самым молодым игроком в истории, выигравшим три чемпионата мира — юниорский, молодёжный и взрослый. Ранее достижение принадлежало канадскому хоккеисту Коннору Макдэвиду.

## Вне льда
Среди российских игроков, своим кумиром называет нападающего «Тампа-Бэй Лайтнинг» Никиту Кучерова.
В начале своей карьеры в «Нью-Йорк Рейнджерс» собственноручно доставил домой одному из фанатов клуба хоккейный свитер.
В 13-летнем возрасте у игрока диагностировали сахарный диабет 1-го типа и целиакию.

## Статистика
| Легенда | Легенда                    | Легенда | Легенда                   | Легенда | Легенда    |
| ------- | -------------------------- | ------- | ------------------------- | ------- | ---------- |
| И       | Количество проведённых игр | Штр     | Штрафное время            | +/−     | Плюс-минус |
| Г       | Голы                       | П       | Голевые передачи          | О       | Очки       |
| -       | Статистика неизвестна      | —       | Статистика не учитывалась |         |            |